# 588
Évszázadok: 5. század – 6. század – 7. század
Évtizedek: 530-as évek – 540-es évek – 550-es évek – 560-as évek – 570-es évek – 580-as évek – 590-es évek – 600-as évek – 610-es évek – 620-as évek – 630-as évek
Évek: 583 – 584 – 585 – 586 –  587 – 588 – 589 – 590 – 591 – 592 – 593

## Események

### Bizánci Birodalom
- Bizánci-perzsa háború: amikor kiderül, hogy negyedével csökkentik a zsoldjukat, a katonák fellázadnak gőgös viselkedése miatt amúgy is népszerűtlen új fővezérük, Priszkosz ellen. Priszkosznak menekülnie kell és képtelen helyreállítani a rendet. Maurikiosz császár visszahelyezi posztjára a korábbi főparancsnokot, Philippikoszt. A perzsák kihasználják a bizánci hadsereg zűrzavarát és támadást intéznek ellenük, de Martüropolisznál vereséget szenvednek.
- Priszkoszt a balkáni erők főparancsnokává nevezik ki, ahol az avarok beszorítják Tzurullum városába és ostrom alá veszik. Priszkosz csellel meggyőzi az avarokat, hogy a bizánci flotta támadásra készül szállásterületük ellen, így Baján kagán évi 60 ezer arany fizetése fejében békét köt a bizánciakkal és hazatér.
- Az ibériai nemesség fellázad, elűzi a perzsa helytartót és királyt kér Konstantinápolytól. Maurikiosz a korábbi uralkodódinasztiából való I. Guaramot küldi, aki visszaállítja az Ibériai Királyságot.
- A türkök átkelnek az Oxosz határfolyón és betörnek a Szászánida Birodalomba. Bahrám Csóbín perzsa hadvezér 12 ezres seregével nagy győzelmet arat felettük.

### Európa
- Authari longobárd király eljegyzi Theodelindát, I. Garibald bajor herceg lányát. II. Childebert frank király (a bajorok hűbérura, aki maga is érdeklődött Theidelinda után) hadserege megszállja Bajorországot, majd betör Észak-Itáliába, ahol a longobárdok és az oda menekült bajorok visszaverik támadásukat.
- Meghal Ælla, Deira királya. Utóda fia, Æthelric.

## Születések
- Szent Eligius, frank aranyműves és püspök
- Suintila, vizigót király

## Halálozások
- Ælla, deirai király

## Fordítás
- Ez a szócikk részben vagy egészben  a(z)   588 című angol Wikipédia-szócikk ezen változatának fordításán alapul.  Az eredeti cikk szerkesztőit annak laptörténete sorolja fel. Ez a jelzés csupán a megfogalmazás eredetét és a szerzői jogokat jelzi, nem szolgál a cikkben szereplő információk forrásmegjelöléseként.